# リアルライフ—この時代に生きることを
『リアルライフ この時代に生きることを』（リアルライフ このじだいにいきることを）は、坂本和也による日本のライトノベル。イラストは淺井あきひろが担当。ファミ通文庫（エンターブレイン）より2003年1月に刊行された。第4回エンターブレインえんため大賞優秀賞受賞作。

## あらすじ
高校二年生の響奈々子は同じ演劇部に所属し、毎回しょうもない発言や行動をする骨竜七郎に腹を立て、ツッコミと称し容赦なく蹴り飛ばす日々を過ごしていた。だが、ある日、彼女は彼がとある『ゲーム』に参加していたことを知る。
それは『闘う』ことだった。

## 登場人物
骨竜 七郎（こつりゅう ななろう）
花野高校の二年生。演劇部所属。
毎日のように響奈々子に激しく蹴り飛ばされているが、何故か毎回そのダメージを受けておらず平然としている。
響 奈々子（ひびき ななこ）
花野高校の二年生。演劇部所属。
空手の経験があり、ツッコミと称し、ことあるごとにボケる骨竜を蹴り飛ばす。

## 既刊一覧
- 坂本和也（著）・淺井あきひろ（イラスト） 『リアルライフ―この時代に生きることを』 エンターブレイン〈ファミ通文庫〉、2003年1月24日発売[2]、ISBN 4-7577-1282-0